# 不可解参(狂)
花譜 3rd ONE-MAN LIVE「不可解参(狂)」（かふ サードワンマンライブ ふかかいスリー きょう、KAF 3rd ONE-MAN LIVE FUKAKAIⅢ/MAD）は、2022年8月24日に日本武道館で開催された、KAMITSUBAKI STUDIO所属のバーチャルシンガー、花譜の3rd ワンマンライブである。

## タイトル
花譜 1st ONE-MAN LIVE「不可解」から続くライブシリーズは『不可解』と呼ばれ、本ライブはその6回目（8公演目）のライブである。
また、『不可解参(狂)』の正式タイトルは『不可解参 CRAZY FOR YOU』である。「狂」はMADな体験をしてもらおうというミーニングも含みつつ、「狂っている」というよりは爽やかなメッセージ性で、「何かに夢中である」や「誰かに好きになる」ことが身近な世界を変えていく原動力になるという、純度の高い愛がテーマとなっている。

## 開催まで
「花譜3周年記念10大プロジェクト」の第5弾として、2022年3月26日に「不可解参(狂)」の開催が発表された。また開催場所が日本武道館であるという情報が、5月16日未明に東京・渋谷のスクランブル交差点に開催告知の屋外広告として掲出され、YouTubeでのゲリラ配信『花譜 #100 「前触」』で発表された。
本ライブはバーチャルな存在（バーチャルYouTuber）として初めての日本武道館ワンマンライブである。花譜のプロデューサーで『不可解』のディレクションを行っているPIEDPIPERは2019年時点で既に日本武道館でのライブの構想を持っていた。アーティストの登竜門といわれる日本武道館での公演は、「バーチャルだからこそ可能となった活動・拡がり」と「リアルでしか得られない体験」の融合を目指したという思いが込められている。

## 演目と演出
本ライブでは、KAMITSUBAKI STUDIOがこれまで多くのバーチャルライブを実施してきて得た経験を集約し、最先端のXR演出および独特のステージにより、バーチャルシンガーならではの世界観を創り出した。側面のモニターやライブ配信ではKAMITSUBAKI STUDIOのライブ制作チーム「XRA」の技術により、花譜が実際にステージに立って歌っている姿や満員の観客もろとも後ろ姿がリアルタイムで映し出され、花譜が本当にそこにいるかのように錯覚させる表現の演出がなされていた。バーチャルアーティストのライブは、その性質上、高い位置から見られることとの相性が悪いが、日本武道館はアリーナ席、1階席、2階席といった上下に立体的な構造になっている。本ライブでは座席の一部を潰して「正面」を作り、階段状のステージを組むことで立体感を出すものになっていた。ステージの下段にはギター、ベース、ストリングス、中段にドラムセットとターンテーブル、上段にキーボードとピアノ、そして中央にバーチャルシンガーを映すモニターが設置されていた。これまでのワンマンライブではペンライトの使用が禁止であったが、今回のライブでは会場内で無線コントロールにより光を操作できる「無線コントロールペンライト」を使用した演出がなされた。
約3時間、全29曲。4部からなる構成で、それぞれ「第一部 GIRLS DON'T CRY」、「第二部 THE PARTY」、「第三部 FRIENDS」、「第四部 CRAZY FOR YOU」と題されている。セットリストは以下の通りである。
| 部                     | No. | タイトル                                  | タイトル                                     | ゲスト/備考                     |
| ---------------------- | --- | ----------------------------------------- | -------------------------------------------- | ------------------------------- |
| 第一部 GIRLS DON'T CRY | 1   | 魔女                                      | 魔女                                         |                                 |
| 第一部 GIRLS DON'T CRY | 2   | 畢生よ                                    | 畢生よ                                       |                                 |
| 第一部 GIRLS DON'T CRY | 3   | 夜が降り止む前に                          | 夜が降り止む前に                             |                                 |
| 第一部 GIRLS DON'T CRY | 4   | ニヒル                                    | ニヒル                                       |                                 |
| 第一部 GIRLS DON'T CRY | 5   | アンサー                                  | アンサー                                     |                                 |
| 第一部 GIRLS DON'T CRY | 6   | 命に嫌われている （カンザキイオリ Cover） | 命に嫌われている （カンザキイオリ Cover）    |                                 |
| 第一部 GIRLS DON'T CRY | 7   | 私論理                                    | 私論理                                       |                                 |
| 第一部 GIRLS DON'T CRY | 8   | 戸惑いテレパシー                          | 戸惑いテレパシー                             |                                 |
| 第一部 GIRLS DON'T CRY | 9   | 糸                                        | 糸                                           |                                 |
| 第一部 GIRLS DON'T CRY | 10  | 化孵化（sasakure.UK Cover）               | 化孵化（sasakure.UK Cover）                  | 可不                            |
| 第一部 GIRLS DON'T CRY | 11  | 流線形メーデー                            | 流線形メーデー                               | 可不                            |
| 第一部 GIRLS DON'T CRY | 12  | 飛翔するmeme                              | 飛翔するmeme                                 | たなか                          |
| 第一部 GIRLS DON'T CRY | 13  | イマジナリーフレンド                      | イマジナリーフレンド                         | 大森靖子                        |
| 第一部 GIRLS DON'T CRY | 14  | 裏表ガール                                | 裏表ガール                                   |                                 |
| 第二部 THE PARTY       | 15  | KAF DISCOTHEQUE                           | フォニイ（ツミキ）                           | ターンテーブルのBANBI以外は退出 |
| 第二部 THE PARTY       | 15  | KAF DISCOTHEQUE                           | マーシャル・マキシマイザー（柊マグネタイト） | ターンテーブルのBANBI以外は退出 |
| 第二部 THE PARTY       | 15  | KAF DISCOTHEQUE                           | きゅうくらりん（いよわ）                     | ターンテーブルのBANBI以外は退出 |
| 第二部 THE PARTY       | 15  | KAF DISCOTHEQUE                           | 北上のススメ（ネクライトーキー）             | ターンテーブルのBANBI以外は退出 |
| 第二部 THE PARTY       | 15  | KAF DISCOTHEQUE                           | シル・ヴ・プレジデント（P丸様。）            | ターンテーブルのBANBI以外は退出 |
| 第二部 THE PARTY       | 15  | KAF DISCOTHEQUE                           | 37Dicks（m1dy）                              | ターンテーブルのBANBI以外は退出 |
| 第二部 THE PARTY       | 15  | KAF DISCOTHEQUE                           | Bad Girl（m1dy）                             | ターンテーブルのBANBI以外は退出 |
| 第二部 THE PARTY       | 15  | KAF DISCOTHEQUE                           | 蕾に雷（Instrumental；花譜×長谷川白紙）      | ターンテーブルのBANBI以外は退出 |
| 第二部 THE PARTY       | 15  | KAF DISCOTHEQUE                           | ノンブレス・オブリージュ（ピノキオピー）     | ターンテーブルのBANBI以外は退出 |
| 第二部 THE PARTY       | 15  | KAF DISCOTHEQUE                           | 神様（東京ゲゲゲイ）                         | ターンテーブルのBANBI以外は退出 |
| 第二部 THE PARTY       | 16  | ダンスが僕の恋人（東京ゲゲゲイ Cover）    | ダンスが僕の恋人（東京ゲゲゲイ Cover）       | MIKEY（東京ゲゲゲイ）           |
| 第二部 THE PARTY       | 17  | CAN-VERSE                                 | CAN-VERSE                                    | ORESAMA                         |
| 第二部 THE PARTY       | 18  | 神聖革命バーチャルリアリティー            | 神聖革命バーチャルリアリティー               | VALIS                           |
| 第三部 FRIENDS         | 19  | V.W.Pメドレー                             | 深淵                                         | ヰ世界情緒                      |
| 第三部 FRIENDS         | 19  | V.W.Pメドレー                             | 魔的                                         | 理芽                            |
| 第三部 FRIENDS         | 19  | V.W.Pメドレー                             | 残火                                         | 春猿火                          |
| 第三部 FRIENDS         | 19  | V.W.Pメドレー                             | 歯車                                         | 幸祜                            |
| 第三部 FRIENDS         | 20  | 共鳴                                      | 共鳴                                         | V.W.P                           |
| 第四部 CRAZY FOR YOU   | 21  | 過去を喰らう                              | 過去を喰らう                                 |                                 |
| 第四部 CRAZY FOR YOU   | 22  | 海に化ける                                | 海に化ける                                   |                                 |
| 第四部 CRAZY FOR YOU   | 23  | 人を気取る                                | 人を気取る                                   |                                 |
| 第四部 CRAZY FOR YOU   | 24  | 不可解                                    | 不可解                                       |                                 |
| 第四部 CRAZY FOR YOU   | 25  | 未観測                                    | 未観測                                       |                                 |
| 第四部 CRAZY FOR YOU   | 26  | 狂感覚                                    | 狂感覚                                       |                                 |
| 第四部 CRAZY FOR YOU   | 27  | マイディア                                | マイディア                                   |                                 |

「不可解」のみ会場内での動画撮影とTwitter上での共有が許可され、後日その映像を繋ぎ合わせたMVが公開された。また、ORESAMAとコラボした「組曲」の「CAN-VERSE」、幸祜とのデュエット「歯車」やのちにアルバム『狂想』に収録された「人を気取る」および「狂感覚」、そして「マイディア」は本ライブで初公開された新曲である。

### KAF DISCOTHEQUE
KAF DISCOTHEQUEでは、ターンテーブル（DJ）のBANBI以外は退出し、ツミキ「フォニイ」、柊マグネタイト「マーシャル・マキシマイザー」、P丸様。「シル・ヴ・プレジデント」、花譜×長谷川白紙「蕾に雷」などの花譜および可不のカバー曲をショートミックスした。

### ゲスト
事前に告知されていたゲストとしてたなか、大森靖子、東京ゲゲゲイのMIKEYらが出演し、それぞれ「飛翔するmeme」、「イマジナリーフレンド」、「ダンスが僕の恋人」を披露した。
たなかの登場からゲストはステージ上に設置された箱の中に登場する演出となっていた。イマジナリーフレンドでは、大森靖子が楽曲の世界観を全身で表現し、自身の楽曲「死神」をマッシュアップ的に披露した。ミュージックビデオに出演している後藤栞奈もダンサーとして出演し、コンテンポラリーダンスを披露した。東京ゲゲゲイ「ダンスが僕の恋人」のカバーには、KAF DISCOTHEQUEから連続的に演出が始まった。MIKEYは黒い衣装を身にまとい、ダンスとともに歌を披露した
また、ORESAMAと新曲「CAN-VERSE」、VALISと「神聖革命バーチャルリアリティー」を披露した。「神聖革命バーチャルリアリティー」ではVALISの6人が「オリジン」でステージに上がり、炎が吹き上がる演出の中でダンスと歌を披露した。
第3部では「自動車で日本武道館に向かおうとしていたが大幅に遅刻してしまった幸祜・春猿火・ヰ世界情緒の3人が、らぷらすに乗って空から会場に向かう」というシナリオのアニメーションが上映され、3人が登場した。またサプライズで語学留学で渡米していたが本ライブのために一時帰国した理芽が合流してV.W.Pの5人が揃い、デュエットメドレーおよび「共鳴」を歌った。

### バーチャルシンガーソングライターへ
ラストには、花譜が作詞・作曲を手がけた新曲「マイディア」を披露した。また、今後は花譜自身が作曲活動を行うことが発表され、バーチャルシンガーから「バーチャルシンガーソングライター」になった。

## デザイン
キービジュアルの制作はPALOW.が行った。「不可解参(狂)」はこれまでの花譜の活動の集大成であり、PALOW.が手掛けるビジュアルもそれを反映したものにしようという思いが込められている。花譜 2nd ONE-MAN LIVE「不可解弐Q1」でのキービジュアルは「未完成」というコンセプトがあったが、今作では「成熟」した花譜の印象を踏まえ、よりリアルに描かれた。また、ライブでは新衣装「花譜 第三形態 燕（壊）」および「特殊歌唱用形態 軍鶏」が披露された。

## バンドメンバー
バンドメンバーはこれまでのライブで最多の10人で構成され、キーボードおよびバンドマスターを及川創介、ギターを伊藤翔磨、ベースを永井隆泰、ドラムを黒田泰平、ピアノを斎藤渉、チェロを伊藤修平、ファーストバイオリンを麻野銘苅、セカンドバイオリンを三國茉莉、ヴィオラを角谷奈緒子、ターンテーブルをBANBIが担当した。

## エンディングムービー
終演後、「花譜3周年記念10大プロジェクト」のうち未発表だった5つが発表された。花譜展3『この時間は言葉にしなくていいの。』の開催、楽曲「過去を喰らう」が人間六度による小説化、テレビ番組『バーチャルシンガー花譜の廻れ！MAD TV』の放送、ライブシリーズ『不可解』の完結編「不可解参(想)」の開催、3rdアルバム『狂想』の発売がそれぞれ決定したという情報であった。
「花譜3周年記念10大プロジェクト」は以下の通りである。
- 第一弾：コラボ企画「組曲」
- 第二弾：Remix Album 第二弾「魔法γ」発売
- 第三弾：花譜高校卒業記念スペシャル配信ライブ「僕らため息ひとつで大人になれるんだ。」開催
- 第四弾： InterFM にて初の冠ラジオ番組「ぱんぱかカフぃR」放送開始
- 第五弾：3rd ONE-MAN LIVE「不可解参(狂)」in 日本武道館開催
- 第六弾：花譜展3「この時間は言葉にしなくていいの。」開催決定
- 第七弾：「過去を喰らう」小説化決定
- 第八弾：「バーチャルシンガー花譜の廻れ！MAD TV」が10月よりTOKYO MXにて放送決定
- 第九弾：花譜ライブシリーズ「不可解」完結編「不可解参(想)」開催決定
- 第十弾：3rd Album「狂想」発売決定

## その他
現地ではライブパンフレットやアクリルキーホルダー、オリジナルペンライトやTシャツなどの会場物販が行われた。また、アイスクリーム「花譜のおいおい！さくら味って！季節のさくらんかい！アイスクリーム」が現地販売された。